# Tư lệnh
Tư lệnh là chức danh chỉ huy đơn vị quân đội cấp chiến dịch và tương đương trong lực lượng vũ trang tại nhiều nước. 

## Quân đội nhân dân Việt Nam
Trong Quân đội nhân dân Việt Nam, chức danh Tư lệnh được quy định tại sắc lệnh 14-SL ngày 12 tháng 3 năm 1949 của Chủ tịch nước Việt Nam Dân chủ Cộng hòa (có hiệu lực từ ngày 22 tháng 12 năm 1948). Tư lệnh là chức danh của người chỉ huy quân chủng, binh chủng, quân khu, quân đoàn và tương đương. Trước năm 1985, chức danh Tư lệnh còn được dùng ở cấp sư đoàn.